# Cho Jea-Ki
Cho Jea-Ki, född den 17 mars 1950, är en sydkoreansk judoutövare.
Han tog OS-brons i den öppna viktklassen i samband med de olympiska judotävlingarna 1976 i Montréal.